# Stahnkeus
Genre
Stahnkeus est un genre de scorpions de la famille des Vaejovidae.

## Distribution
Les espèces de ce genre se rencontrent aux États-Unis en Californie et en Arizona et au Mexique au Sonora et en Basse-Californie.

## Liste des espèces
Selon The Scorpion Files (30/08/2020) :
- Stahnkeus allredi (Sissom & Stockwell, 1991)
- Stahnkeus harbisoni (Williams, 1970)
- Stahnkeus deserticola (Williams, 1970)
- Stahnkeus polisi (Sissom & Stockwell, 1991)
- Stahnkeus subtilimanus (Soleglad, 1972)

## Étymologie
Ce genre est nommé en l'honneur d'Herbert Ludwig Stahnke.

## Publication originale
- Soleglad & Fet, 2006 : « Contributions to scorpion systematics. II. Stahnkeini, a new tribe in scorpion family Vaejovidae (Scorpiones: Chactoidea). » Euscorpius, no 40, p. 1-32 (texte intégral).